# Erik Larsen (aviron)
Pour les articles homonymes, voir Erik Larsen (homonymie) et Larsen.
Erik Christian Larsen est un rameur danois né le 20 février 1928 à Herfølge et mort le 10 avril 1952 à Ringsted.

## Biographie
Erik Larsen dispute l'épreuve de quatre en pointe avec barreur aux côtés de Henry Larsen, Børge Raahauge Nielsen, Harry Knudsen et Ib Olsen aux Jeux olympiques d'été de 1948 de Londres et remporte la médaille de bronze.